# Leporillus
Leporillus é um género de roedor da família Muridae.

## Espécies
- †Leporillus apicalis (Gould, 1853)
- Leporillus conditor (Sturt, 1848)